# Arcângelo Cerqua

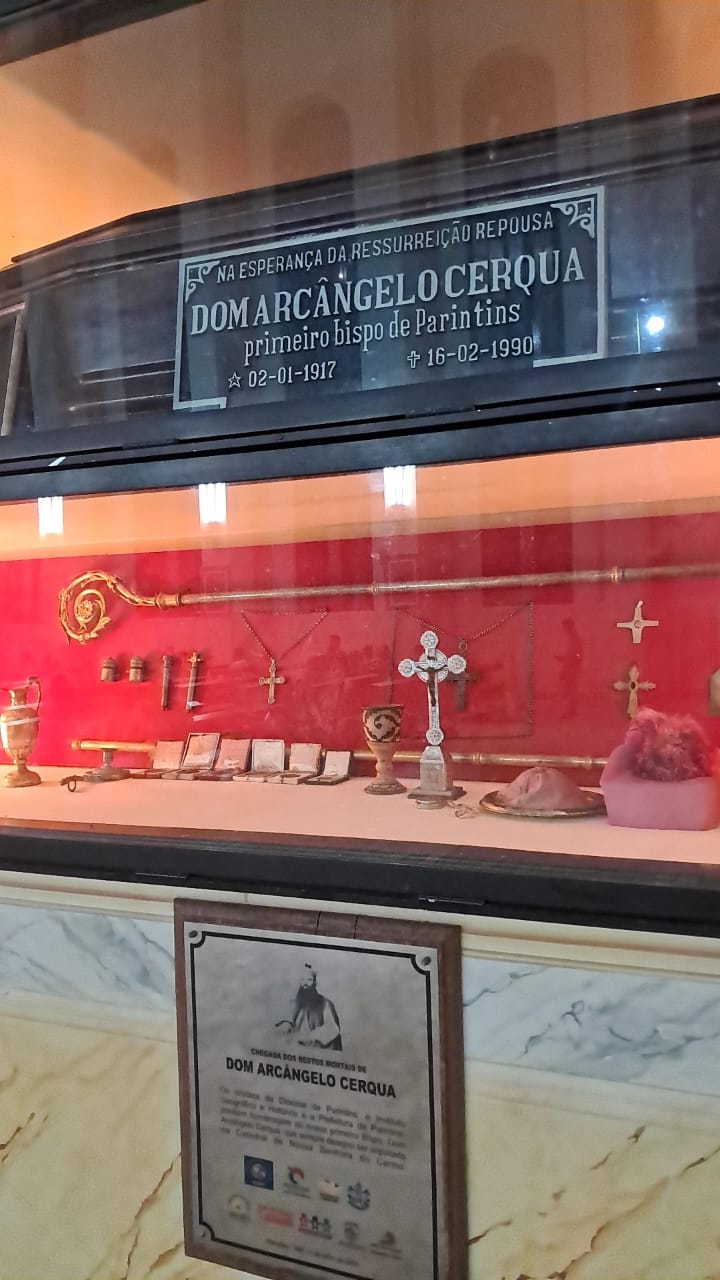
Mausoléu de Dom Arcângelo Cerqua

Dom Arcângelo Cerqua, PIME, (2 de janeiro de 1917 - 16 de fevereiro de 1990) foi um bispo católico, primeiro bispo da Diocese de Parintins. 
Arcângelo Cerqua juntou-se a Congregação do Pontifício Instituto das Missões Estrangeiras e foi ordenado padre em 29 de junho de 1940, na Catedral de Milão, pelo Cardeal Schuster. Serviu sete anos como professor no seminário do PIME em Ducenta, além de administrador e pregador de Missões. Em 16 de março de 1948, recebeu o crucifixo de missionário e deixou a Itália em direção à Amazônia. Chegou na Bahia em 16 de abril e em Macapá em 29 de maio. No mesmo dia, foi empossado como vigário de Macapá. Com a criação da Prelazia de Macapá, tornou-se seu vigário-geral. 
Em 24 de maio de 1952, em Manaus, assumiu como superior do PIME no Amazonas. Chegou em Parintins em 12 de novembro de 1955, e no dia seguinte, com o estabelecimento da Prelatura Territorial de Parintins, foi instalado como vigário-geral por Dom Alberto Gaudêncio Ramos. Padre Arcângelo foi nomeado pelo Papa Pio XII, em 15 de março de 1956, como Administrador Apostólico da recém-criada Prelazia, tomando posse em 1 de maio. 
Em 4 de fevereiro de 1961, através do Papa João XXIII, Padre Cerqua foi nomeado Prelado de Parintins e Bispo Titular de Olbia. Foi sagrado bispo através do Núncio Apostólico no Brasil, Arcebispo Armando Lombardi, em 14 de maio de 1961, em Parintins. Os co- consagradores foram o arcebispo de Manaus, Dom João de Souza Lima e o prelado de Macapá, Dom Aristide Pirovano.  
Dom Arcângelo participou de todas as quatro sessões do Concílio Vaticano II como um dos pais do concílio. Naturalizou-se brasileiro em 7 de agosto de 1969. Dentro de seu ministério episcopal, foram criadas a Catedral de Nossa Senhora do Carmo, várias escolas, a Rádio Alvorada, o Hospital Padre Colombo, e diversos projetos sociais. É autor do Hino de Parintins.  
Bispo Cerqua renunciou à sé de Olbia em 26 de maio de 1978, mas com a elevação da prelatura territorial à Diocese de Parintins, em 30 de outubro de 1980, foi nomeado seu primeiro bispo diocesano. Participou como consagrante dos bispos Martinho Lammers (1979) e Giovanni Risatti (1988).
Devido à sua saúde, renunciou em 15 de julho de 1989, tornando-se bispo emérito de Parintins. Dom Arcângelo Cerqua faleceu em 16 de fevereiro de 1990, na Itália.

## Obras
CERQUA, Dom Arcângelo. Clarões de Fé no Médio Amazonas: a Prelazia de Parintins no seu Jubileu de Prata. 2ª edição. Manaus: ProGraf Gráfica e Editora, 2009. 164 p.